# 帝塚山四丁目停留場
帝塚山四丁目停留場（てづかやまよんちょうめていりゅうじょう）は、大阪府大阪市住吉区帝塚山中5丁目にある阪堺電気軌道上町線の停留場。駅番号はHN08。
NHKの連続テレビ小説『てっぱん』の大阪市内における1シーンとしてしばしば登場する。

## 歴史
- 1940年（昭和15年）3月：沿線の宅地化に伴い開業。

## 停留場構造
相対式ホーム2面2線。併用軌道から専用軌道に入ったところに位置する。上下線ともホームに木造の上屋がある。

### のりば
| 上り | ■上町線 | 天王寺駅前方面                          | 天王寺駅前 行           |
| 下り | ■上町線 | 住吉・我孫子道・浜寺駅前方面 阪堺線直通 | 我孫子道 行 浜寺駅前 行 |

## 停留場周辺
- 万代池
- 住吉神ノ木郵便局
- 大阪市立住吉小学校
- 大阪急性期・総合医療センター
- 帝塚山芋忠本社
- ライフ住吉店

## 隣の停留場
阪堺電気軌道
■上町線
帝塚山三丁目停留場 (HN07) - 帝塚山四丁目停留場 (HN08) - 神ノ木停留場 (HN09)